# Александр (князь Шаумбург-Липпе)
Александр, князь Шаумбург-Липпе (полное имя — Эрнст Август Александр Кристиан Виктор Хуберт) (нем. Alexander Prinz zu Schaumburg-Lippe; род. 25 декабря 1958, Дюссельдорф) — немецкий предприниматель, глава княжеского дома Шаумбург-Липпе с 28 августа 2003 года.

## Биография
Он родился в Дюссельдорфе (земля Северный Рейн-Вестфалия, ФРГ). Второй сын Филиппа Эрнста, князя Шаумбург-Липпе (1928—2003) и его жены, баронессы Ева-Бениты фон Тиле-Винклер (1927—2013). 
На момент смерти своего деда, князя Вольрада Шаумбург-Липпе (1887—1962) в 1962 году, Александр вряд ли смог стать главой княжеского дома. Однако после смерти своего старшего брата, наследного принца Георга Вильгельма (1956—1983) в аварии 31 июля 1983 года, Александр стал наследником своего отца и новым наследным принцем Шаумбург-Липпе.
Вначале принц Александр Шаумбург-Липпе изучал политологию, музыковедение и журналистику в Мюнхенском университете. Затем он поступил в Геттингенский университет, где изучал юриспруденцию. После своей первой женитьбы в 1993 году Александр стал управлять семейным бизнесом княжеского рода Шаумбург-Липпе.
28 августа 2003 года после смерти своего отца Филиппа Эрнста Александр стал главой княжеского дома Шаумбург-Липпе.

## Брак и дети
27 августа 1993 года в Бюккебурге Александр женился первым браком на принцессе Марии Луизе «Лилли» Сайн-Витгенштейн-Берлебург (род. 25 сентября 1972). Супруги развелись в 2002 году. У них был один сын:
- Наследный принц Генрих Донатус Шаумбург-Липпе (род. 13 мая 1994)

Во второй раз Александр женился на Наде Анне Цноекс (род. 20 февраля 1975). Гражданская церемония бракосочетания состоялась в Бюккебурге 28 июля 2007 года, а церковная — 30 июня 2007 года в Бюккебурге . 27 марта 2015 года супруги официально объявили о своём разводе. Надя Цноекс работает адвокатом в Мюнхене. У супругов есть две дочери:
- Принцесса Фелипа Шаумбург-Липпе (полное имя Фредерика Мария Кристина Елизавета Таддея Бенита Элеонора Фелипа Шаумбург-Липпе (род. 1 декабря 2008))
- Принцесса Филомена Шаумбург-Липпе (полное имя Филомена Сильвия Хуберта Амелия Юлиана Вера Мария Анна Шаумбург-Липпе (род. 10 июля 2011))

## Титулы и стили
- 25 декабря 1958 года — 29 июля 1983 года: «Его Светлость Принц Александр Шаумбург-Липпе»
- 30 июля 1983 года — 28 августа 2003 года: «Его Светлость Наследный Принц Александр Шаумбург-Липпе»
- 28 августа 2003 — настоящее время: «Его Светлость Князь Александр Шаумбург-Липпе».